# George Kobayashi
George Kobayashi (小林 ジョージ, Kobayashi George, São Paulo, 29 november 1947) is een Japans voormalig voetballer die als middenvelder speelde.

## Clubcarrière
Kobayashi begon zijn carrière in 1971 bij Yanmar Diesel. Met deze club werd hij in 1971, 1974 en 1975 kampioen van Japan. Kobayashi veroverde er in 1974 de Beker van de keizer. In 6 jaar speelde hij er 92 competitiewedstrijden en scoorde 7 goals. Kobayashi beëindigde zijn spelersloopbaan in 1976.

## Japans voetbalelftal
George Kobayashi debuteerde in 1972 in het Japans nationaal elftal en speelde 3 interlands.

## Statistieken
| Japans voetbalelftal | Japans voetbalelftal | Japans voetbalelftal |
| Jaar                 | Wed.                 | Dlp.                 |
| -------------------- | -------------------- | -------------------- |
| 1972                 | 3                    | 0                    |
| Totaal               | 3                    | 0                    |